# Моррис, Херберт
Херберт Роджер Моррис (англ. Herbert Roger Morris; 16 июля 1915, Сиэтл, Вашингтон — 22 июля 2009, Мейпл-Валли, Вашингтон) — американский гребец, выступавший за сборную США по академической гребле в середине 1930-х годов. Чемпион летних Олимпийских игр в Берлине, победитель и призёр многих студенческих регат.

## Биография
Херберт Моррис родился 16 июля 1915 года в Сиэтле, штат Вашингтон.
Начал заниматься академической греблей во время учёбы в Вашингтонском университете в Сиэтле, состоял в местной гребной команде «Вашингтон Хаскис», неоднократно принимал участие в различных студенческих регатах, в частности в восьмёрках дважды выигрывал чемпионат Межуниверситетской гребной ассоциации (IRA).
Наивысшего успеха в гребле на международном уровне добился в сезоне 1936 года, когда вошёл в основной состав американской национальной сборной и благодаря череде удачных выступлений удостоился права защищать честь страны на летних Олимпийских играх в Берлине. В составе распашного экипажа-восьмёрки с рулевым в финале обошёл всех своих соперников, в том числе более чем на полсекунды опередил ближайших преследователей из Италии, и тем самым завоевал золотую олимпийскую медаль.
Окончив университет, получил степень в области инженерии. Впоследствии проживал в окрестностях Сиэтла, работал по специальности инженером-механиком, был специалистом по выемке грунта в строительной компании Manson Construction.
Умер 22 июля 2009 года в городе Мейпл-Вэлли, штат Вашингтон, в возрасте 94 лет.